# امپدرادو
امپدرادو (به اسپانیایی: Empedrado) یک منطقهٔ مسکونی در آرژانتین است که در بخش امپدرادو واقع شده‌است. امپدرادو ۱۳٬۲۴۵ نفر جمعیت دارد و ۵۶ متر بالاتر از سطح دریا واقع شده‌است.